# Эпидемия менингита в Западной Африке (2009—2010)

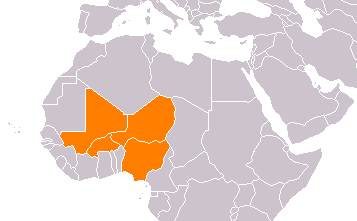
Страны, затронутые эпидемией

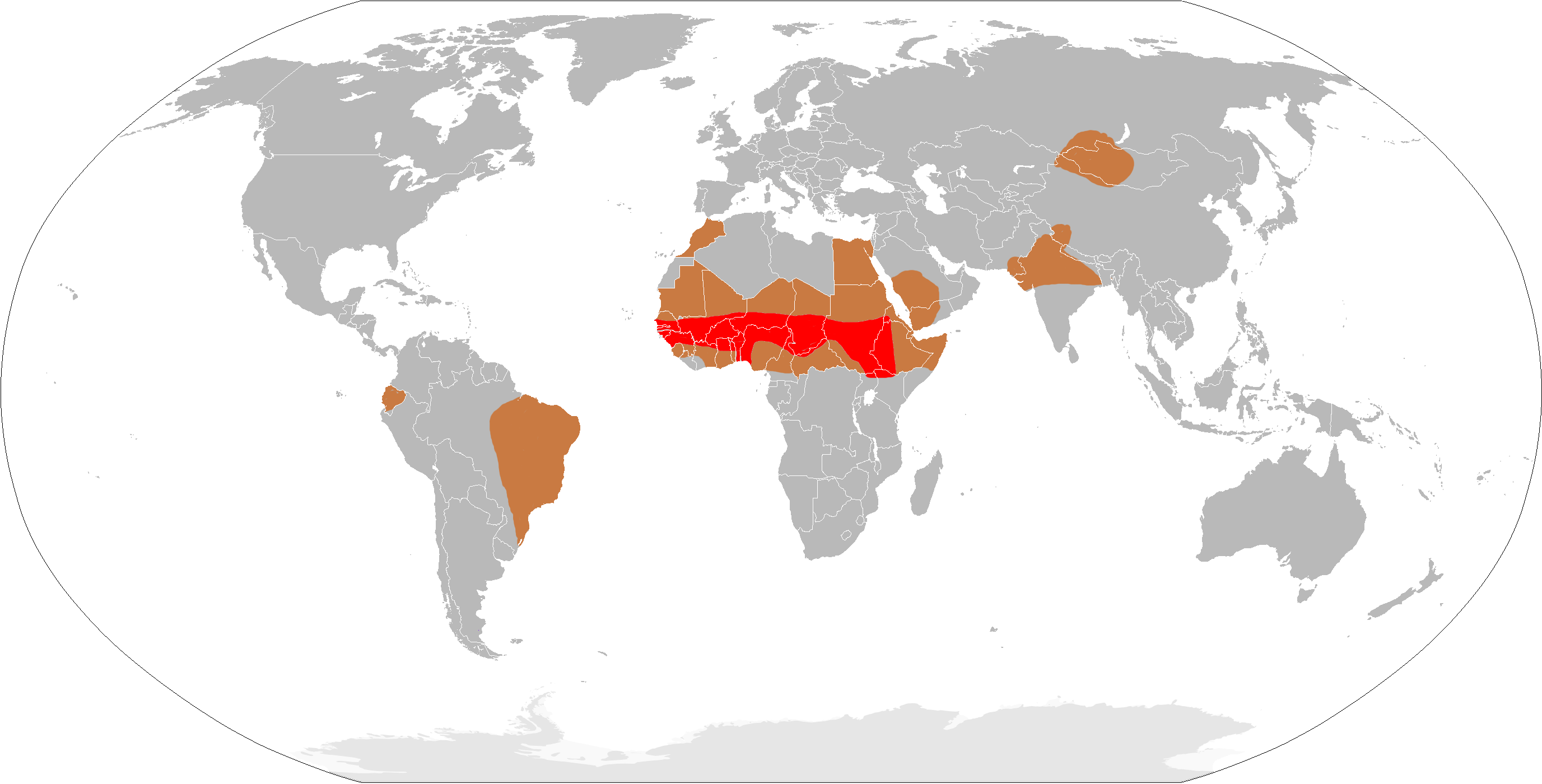
Мировая распространённость менингококкового менингита.
♦ пояс менингита
♦ эпидемические зоны
♦ спорадические случаи

Эпидемия менингита в Западной Африке 2009—2010 годов представляет собой вспышку бактериального менингита, происходящую на территории таких стран, как Буркина-Фасо, Мали, Нигер и Нигерия с января 2009 года. Всего было инфицировано 14447 человек, из которых 931 погибли. Наиболее неблагоприятно вспышка сказалась на Нигерии, где было зарегистрировано более половины случаев. Эта эпидемия является самой серьёзной вспышкой с 1996 года в этом районе.
Обеспечивал вакцинами против менингита Африку ГАВИ.
| Страна       | Пострадавших | Умерших |
| Нигерия      | 9,086        | 562     |
| Нигер        | 2,620        | 113     |
| Буркина-Фасо | 1,756        | 250     |
| Мали         | 54           | 6       |
| Итого        | 13516        | 931     |